# Velika nagrada Monaka
Velika nagrada Monaka (francosko Grand Prix de Monaco) je dirka Formule 1, ki se odvija na javnih cestah v središču Monaka. Poteka vsako leto od 1929 in je ena najprestižnejših in najpomembnejših avtomobilskih dirk poleg dirk Indianapolis 500 in 24 ur Le Mansa. Njena zgodovina, spektakularnost in z njo povezana glamuroznost jo naredita kot diamant na vrhu krone Formule 1.
Velika nagrada Monaka je starejša od svetovnega prvenstva Formule 1. Prva dirka je tu potekala že leta 1929, organiziral jo je pa Antony Noghes s pomočjo takratnega princa Monaka, Louisa II in kluba Automobile Club de Monaco, dobil pa jo je William Grover-Williams z Bugattijem. Dirka je bil del Evropskega avtomobilističnega prvenstva pred drugo svetovno vojno in del premierne sezona Formule 1 1950. Poteka po ozkih ulicah Monaka in je eno najzahtevnejših dirkališč v Formuli 1 zaradi mnogih vzponov in spustov ter ozkih zavojev. Za konec tedna, ko dirka poteka, zaposlijo potapljače, ki so pripravljeni v pristanišču na reševanje dirkačev iz morja.
Brazilec Ayrton Senna je v Monaku najuspešnejši dirkač s šestimi zmagami, petimi zaporednimi od Velike nagrade Monaka 1989 do Velike nagrade Monaka 1993, kar mu je prineslo naziv Master of Monaco. Toda kljub temu je Graham Hill, ki je zmagal petkrat, tisti ki ima naziv King of Monaco, dobil pa ga je že mnogo prej.

## Zgodovina

### Začetki
Kot mnoge evropske dirke, je tudi Velika nagrada Monaka starejša od organiziranega Svetovnega dirkaškega prvenstva. Prvo dirko v kneževini je leta 1929 organiziral Antony Noghes pod pokroviteljstvom princa Louisa II, čeprav je bil njegov oče Alexandre Noghes predsednik Automobile Club de Monaco (A.C.M.), s prvotnim imenom Sport Vélocipédique Monégasque. A.C.M. je od leta 1911 organiziral Reli Monte Carla, in leta 1928 je klub zaprosil mednarodno krovno avtomobilistično organizacijo, Association Internationale des Automobiles Clubs Reconnus (AIACR), za povišanje kluba iz regionalnega v nacionalnega, toda prošnja je bila zavrnjena. Kot razlog je bilo podano, da v mejah kneževine ne poteka nobena velika avtomobilistična dirka. Reli tukaj ni štel, saj je večinoma potekal po cestah drugih evropskih držav.
Da bi klub pridobil nacionalni status, je Noghes predlagal ustanovitev avtomobilistične Velike nagrade po ulicah Monte Carla. Noghes je pridobil uradno podporo princa Louisa II. Louis Chiron je tudi podprl idejo, ko mu je Noghes pokazal načrte. Chiron je vedel, da je topografija lokacije zelo primerna za postavitev dirkalne steze.
Premierno Veliko nagrado Monaka je dobil William Grover-Williams z Bugattijem Type 35B. Pomembnost dirke se je hitro povečevala. Zaradi velikega števila dirk, ki so imele oznako Velika nagrada je AIACR najpomembnejšim dirkam podelila oznako Mednarodna Velika nagrada (Grandes Épreuves). Leta 1933 je to oznako dobil tudi Monako poleg Francije, Belgije, Italije in Španije. V letih 1936 in 1937 je bila dirka del novega Evropskega avtomobilističnega prvenstva
Velika nagrada Monaka je bila ena od dirk premierne sezone Formule 1 v sezoni 1950, ko je zmagal Juan Manuel Fangio. To je bila Fangieva prva zmaga na prvenstveni dirki Formule 1. Toda leta 1951 dirke ni bilo, leta 1952 pa je potekala pod pravili športnih avtomobilov.  Od leta 1955 pa je bila Velika nagrada Monaka prav vsako leto del prvenstva Formule 1.

### Najznamenitejše Velike nagrade Monaka
- 1929: Prva Velika nagrada Monaka je bila le za povabljene dirkače, toda vsi se niso odzvali. Vodilni dirkači Maseratija in Alfe Romeo se niso odločili za natop, Bugatti pa je bil dobro zastopan. Mercedes je poslal svojega najboljšega dirkača Rudolfa Caracciola, z dirkalnikom Mercedes SSK. Caracciola je po šele 15. štartnem mestu dobro dirkal in prišel do drugega mesta, zmagal pa je William Grover-Williams. Domačin Chiron ni smel tekmovati, ker se je že prijavil na dirko Indianapolis 500 istega dne.[3]
- 1933: To je bila prva Velika nagrada, ko za štartna mesta niso uporabili neke vrste žrebanja, ampak prave kvalifikacije. Achille Varzi in Tazio Nuvolari sta se na dirki mnogokrat izmenjala v vodstvu, odločitev pa je padla v zadnjem krogu, ko je Nuvolarijev dirkalnik zagorel zaradi prevelikih vrtljajev motorja, tako je zmagal Varzi.[7]
- 1965: Graham Hill je štartal z najboljšega štartnega položaja in vodil od štarta. V 25. krogu se je moral po stranski cesti umakniti trčenju z močno počasnejšim dirkačem. Le počasi se je lahko vrnil na stezo na peto mesto v uspešnem lovu za zmago postavil več najhitrejših krogov.[8] Dirka je bila zanimiva tudi zaradi debija Honde v prvenstvu Formule 1 in zaradi nesreče Paula Hawkinsa, ki je z Lotusom zgrmel v pristanišče.[9]
- 1982: René Arnoux je vodil prvih 15 krogov nato pa odstopil. Alain Prost je prevzel vodstvo in ga držal do 4 kroge pred ciljem, ko se je zavrtel in zaradi trčenja z ograjo izgubil eno kolo. Vodstvo je tako prevzel Riccardo Patrese, ki se je le krog in pol pred koncem zavrtel in s tem spustil naprej Didiera Pironija in Andreo de Cesarisa. V zadnjem krogu je v tunelu Pironiju zmanjkalo goriva, vodstvo je prevzel de Cesaris, ki pa se mu je le malo kasneje zgodilo podobno. Patrese, ki je znova zagnal dirkalnik, je tako prišel do svoje prve zmage v karieri.[10]

- 1984: Štart dirke je bil preložen za 45 minut zaradi močnega dežja. Alain Prost je vodil do 11. kroga, ko ga je uspel prehiteti Nigel Mansell. Toda pet krogov kasneje je Mansell raztreščil svoj dirkalnik in Prost je znova prevzel vodstvo. V 27. krogu je Prost vodil pred dirkačem Tolemana, Ayrtonom Senno, in dirkačem Tyrrella, Stefanom Bellofom. Senna je lovil Prosta, Bellof pa oba. Toda v 31. krogu je bila dirka kontroverzno ustavljena. Kasneje je FISA kaznovala direktorja dirke, Jackyja Ickxa, s 6,000 dolarji in mu vzela licenco, ker se ni posvetoval s komisarji pred odločitvijo.[11] Dirkači so prejeli polovične točke, ker je bil dirka prekinjena pred dvema tretjinama polne dolžine. Če bi Prost končal kot drugi in bi dirka trajala več kot dve tretjini, bi dobil 1.5 točke več v prvenstvu. Na konce sezone je Niki Lauda v borbi za naslov premagal Prosta z najmanjšo razliko v zgodovini, pol točke.
- 1992: Nigel Mansell je štartal s prvega mesta in vodil s svojim Williams-Renaultom vse do sedem krogov pred ciljem, ko je moral zaradi težav s kolesom v bokse, vrnil se je tik za McLaren-Hondo Ayrtona Senne. Mansell je s svežimi pnevmatikami Senno takoj ujel, toda v zadnjih štirih krogih mu po hudi borbi ni uspelo prehiteti Brazilca, končal je kot drugi z le dvema desetinkama sekunde zaostanka za Senno.[12] To je bila Sennina peta zmaga v Monaku, s čimer je izenačil Hillov rekord.
- 1993: Alain Prost je štartal z najboljšega štartnega položaja, a zaradi kazni za prezgoden štart se je uspel prebiti le na četrto mesto. Ayrton Senna je zmagal in izboljšal rekord za največ zmag v Monaku, Grahama Hilla. Damon Hill je končal kot drugi, Jean Alesi pa kot tretji. »Če bi bil moj oče še živ, bi prvi čestital Ayrtonu,« je povedal Hill po dirki.[13]
- 1996: Michael Schumacher je osvojil najboljši štartni položaj, toda raztreščil dirkalnik v prvem krogu dirke. Damon Hill je vodil do 40. kroga, ko mu je eksplodiral motor v tunelu. Jean Alesi je prevzel vodstvo, toda odstopil zaradi okvare vzmetenja 20 krogov pozneje. Olivier Panis, ki je štartal šele s 14. mesta, je prevzel vodstvo in ga držal do cilja kljub stalnim napadom Davida Coultharda. To je bila Panisova edina zmaga v karieri in zadnja za moštvo Ligier.
- 2006: Kvalifikacije so bližale koncu, v vodstvu je bil Michael Schumacher, ki je v ovinku Rascasse ustavil svoj dirkalnik in zablokiral progo. Kot rezultat rumenih zastav, drugi dirkači niso imeli možnosti prehiteti Schumacherjevega časa. Čeprav je Schumacher trdil, da je šlo le za dirkaško napako, ga je FIA poslala na začelje štartne vrste.[14] Dirka se je odločala med Fernandom Alonsom in Kimijem Räikkönenom dokler Räikkönenev McLaren ni zagorel. Juan Pablo Montoya je tako končal kot drugi, David Coulthard pa kot tretji, kar so bile prve stopničke za moštvo Red Bull Racing.

## Dirkališče
Dirkališče Circuit de Monaco poteka po javnih cestah Monte Carla in La Condamina, okoli slavnega pristanišča Monaka. Dirka je edinstvena, saj že vseskozi poteka na tem dirkališču, le Velika nagrada Italije, ki poteka na dirkališču Monza (razen v letih 1921 in 1980), se lahko pohvali s tako dolgo dirko na istem dirkališču. Priprava steze traja šest tednov, odstranitev po dirki pa tri tedne. Dirkališče ima veliko vzponov in spustov, ozkih ovinkov in ravnino, kar naredi to stezo morda najzahtevnejšo v Formuli 1. Do sedaj sta dva dirkača po trčenju zletela v pristanišče, najbolj znan je bil Alberto Ascari leta 1955. Kljub več manjšim spremembam na stezi skozi leta, še vedno predstavlja največji test dirkaških sposobnosti v Formuli 1, toda če dirka ne bi bila že na koledarju Formule 1, je nanj zaradi varnosti gotovo ne bi uvrstili. Dirkališče je veljalo za nevarno že leta 1929 na prvi dirki.
Nelson Piquet je rad primerjal dirkanje v Monaku z vožnjo kolesa po dnevni sobi toda dodal, da je zmaga tu vredna več od zmag drugod.

## Organizacija
Veliko nagrado Monaka vsakoletno organizira Automobile Club de Monaco, ki vodi tudi Reli Monte Carla in Pokal Monaka v kartingu.
Dirka je trenutno edina, ki poteka po mestnem središču, zato se v več pogledih razlikuje od ostalih dirk. Prosti trening je namesto v petek na sporedu že v četrtek. To omogoča, da so v petek ceste zopet odprte za promet. Do leta 1990 se je dirka začenjala ob 15. uri po lokalnem času, uro kasneje kot ostale evropske dirke. V zadnjih letih poteka dirka ob istem času kot ostale, zaradi televizijskega prenosa.
Po dirki ni običajnega mesta za podelitev pokalov po dirki. Del steze se po dirke zapre in uporabi kot parc fermé, mesto kjer komisarji po dirki pregledajo skladnost dirkalnikov s pravili. Prvi trije dirkači tam parkirajo dirkalnike in gredo proti kraljevi tribuni, kjer poteka podelitev pokala, mnogo bližnje gledalcem kot na ostalih dirkah.

## Znameniti dirkači
Britanec Graham Hill je petkrat dobil prestižno dirko in potal znan kot King of Monaco in Mr. Monaco. Hill, ki si je močno poškodoval noge po trčenju ob koncu sezone 1970, je nadaljeval z dirkanjem, toda ko se na dirki leta 1975 ni uspel kvalificirati, se je upokojil in posvetil svojemu moštvu. Njegov sin, Damon Hill, svetovni prvak in zmagovalec 22-tih dirk ni uspel tu nikoli zmagati, dosegel pa je dve drugi mesti in en najboljši štartni položaj.
Brazilec Ayrton Senna drži rekord s šestimi zmagami v Monaku, petimi zapored med letoma 1989 in 1993, ter tudi osem uvrstitvami na stopničke v desetih štartih. Njegova zmaga tu leta 1987 je bila prva zmaga dirkalnika z aktivnim podvozjem. Njegova zmaga je bila zelo znana med Monačani, in ko so ga dan po dirki, v ponedeljek, aretirali zaradi vožnje motorja brez čelade, je bil takoj, ko so policisti ugotovili kdo je, izpuščen.
Louis Chiron je edini domačin, ki je zmagal na Veliki nagradi Monaka. Zmagal je leta 1932 z Bugatijem. V Monaku je tudi dosegel svoj najboljši rezultat na prvenstveni dirki, leta 1950 je bil tretji.
Stirling Moss je prvo zmago v Monaku dosegel leta 1956. Leta 1959 je štartal s prvega mesta, toda odstopil zaradi okvare. Leo kasneje, 1960, pa je Moss zmagal v privatnem Lotusu v spremenljivih pogojih. Na dirki leta 1961 je Moss v enakem dirkalniku ponovno zmagal, po tem ko je prehitel tri Ferrarije.
Alain Prost je Francoz z največ zmagami v Monaku. Poleg več zmag tu na dirki Formule 1, je zmagal tudi na spremljevalni dirki Formule 3 leta 1979. Še leto prej pa je bil v Monaku aretiran, toda izpuščen je bil pravočasno, da je lahko sodeloval na dirki Formule 3 in dosegel četrto mesto.

## Slava
Velika nagrada monaka velja za eno od dirk, ki tvorijo Trojno krono najznamenitejših avtomobilističnih dirk na svetu; ostali dirki sta Indianapolis 500 in 24 ur Le Mansa. Graham Hill je edini dirkač, ki je z zmago na vseh treh dirkah dosegel Trojno krono. Prosti trening Velike nagrade Monaka se pogosto prekriva s tistim za dirko Indianapolis 500, tudi sami dirki pa se včasih prekrivata. Ker potekata na nasprotnih straneh Atlantika, in sta del različnih prvenstev, je za dirkača zelo težko, da v svoji karieri dobro dirka na obeh dirkah. Juan Pablo Montoya, ki je tu zmagal leta 2003, in na dirki Indianapolis 500 leta 2000, tako da je edini aktivni dirkač, ki je zmagal na dveh dirkah od treh potrebnih za Trojno krono.
S podelitvijo zlate medalje za motošport princu Rainieruju III, je FIA označila, da je Velika nagrada Monaka mesto nepredstavljivega glamurja in prestiža za motošport. Dirka je potekala pod tremi različnimi princi kraljeve družine, Louis II, Rainier III in Albert II, vse je dirka zelo zanimala. Velik del prihodkov kneževine pride od turistov, ki jih privabljata toplo podnebje in slavni kazino, znana pa je tudi kot Davčni raj, kjer živi mnogo bogatašev, tudi več dirkačev Formule 1.
Monako je imel le tri dirkače Formule 1, Louis Chiron, André Testut in Olivier Beretta, toda zaradi nizkih davkov so tu skozi leta živeli mnogi slavni dirkači, tudi Gilles Villeneuve in Ayrton Senna. Od aktivnih dirkačev, imata v Monaku stanovanje Jenson Button in David Coulthard, ki je tudi delni lastnik hotela. Zaradi majhnosti mesta in lokacije dirkališča, lahko dirkači, ki odstopijo, pridejo do svojega stanovanja v nekaj minutah. Znano je, kako se je Ayrton Senna hitro umaknil v svoje stanovanje po tem, ko je po vodstvu na dirki leta 1988 trčil v ogrado.

## Zmagovalci Velike nagrade Monaka

### Večkratni zmagovalci
| Število zmag | Dirkač              | Leta                               |
| ------------ | ------------------- | ---------------------------------- |
| 6            | Ayrton Senna        | 1987, 1989, 1990, 1991, 1992, 1993 |
| 5            | Graham Hill         | 1963, 1964, 1965, 1968, 1969       |
| 5            | Michael Schumacher  | 1994, 1995, 1997, 1999, 2001       |
| 4            | Alain Prost         | 1984, 1985, 1986, 1988             |
| 3            | Stirling Moss       | 1956, 1960, 1961                   |
| 3            | Jackie Stewart      | 1966, 1971, 1973                   |
| 3            | Nico Rosberg        | 2013, 2014, 2015                   |
| 3            | Lewis Hamilton      | 2008, 2016, 2019                   |
| 2            | Juan Manuel Fangio  | 1950, 1957                         |
| 2            | Maurice Trintignant | 1955, 1958                         |
| 2            | Niki Lauda          | 1975, 1976                         |
| 2            | Jody Scheckter      | 1977, 1979                         |
| 2            | David Coulthard     | 2000, 2002                         |
| 2            | Fernando Alonso     | 2006, 2007                         |
| 2            | Mark Webber         | 2010, 2012                         |
| 2            | Sebastian Vettel    | 2011, 2017                         |
| 2            | Max Verstappen      | 2021, 2023                         |

### Večkratna zmagovalna moštva
| Število zmag | Moštvo                | Leta                                                                                           |
| ------------ | --------------------- | ---------------------------------------------------------------------------------------------- |
| 16           | McLaren               | 1984, 1985, 1986, 1988, 1989, 1990, 1991, 1992, 1993, 1998, 2000, 2002, 2005, 2007, 2008, 2025 |
| 11           | Ferrari               | 1952, 1955, 1975, 1976, 1979, 1981, 1997, 1999, 2001, 2017, 2024                               |
| 8            | Mercedes              | 1935, 1936, 1937, 2013, 2014, 2015, 2016, 2019                                                 |
| 7            | Lotus                 | 1960, 1961, 1968, 1969, 1970, 1974, 1987                                                       |
| 7            | Red Bull              | 2010, 2011, 2012, 2018, 2021, 2022, 2023                                                       |
| 5            | British Racing Motors | 1963, 1964, 1965, 1966, 1972                                                                   |
| 4            | Bugatti               | 1929, 1930, 1931, 1933                                                                         |
| 3            | Alfa Romeo            | 1932, 1934, 1950                                                                               |
| 3            | Cooper                | 1958, 1959, 1962                                                                               |
| 3            | Maserati              | 1948, 1956, 1957                                                                               |
| 3            | Tyrrell               | 1971, 1973, 1978                                                                               |
| 3            | Williams              | 1980, 1983, 2003                                                                               |
| 2            | Benetton              | 1994, 1995                                                                                     |
| 2            | Brabham               | 1967, 1982                                                                                     |
| 2            | Renault               | 2004, 2006                                                                                     |

### Po letih
Roza ozadje označuje dirke, ki niso štele za prvenstvo Formule 1, rumeno pa so bile del Evropskega avtomobilističnega prvenstva.
| Leto | Dirkač                  | Moštvo                | Dirkališče | Poročilo |
| ---- | ----------------------- | --------------------- | ---------- | -------- |
| 2025 | Lando Norris            | McLaren-Mercedes      | Monaco     | Poročilo |
| 2024 | Charles Leclerc         | Ferrari               | Monaco     | Poročilo |
| 2023 | Max Verstappen          | Red Bull Racing-RBPT  | Monaco     | Poročilo |
| 2022 | Sergio Pérez            | Red Bull Racing-RBPT  | Monaco     | Poročilo |
| 2021 | Max Verstappen          | Red Bull Racing-Honda | Monaco     | Poročilo |
| 2019 | Lewis Hamilton          | Mercedes              | Monaco     | Poročilo |
| 2018 | Daniel Ricciardo        | Red Bull-TAG Heuer    | Monaco     | Poročilo |
| 2017 | Sebastian Vettel        | Ferrari               | Monaco     | Poročilo |
| 2016 | Lewis Hamilton          | Mercedes              | Monaco     | Poročilo |
| 2015 | Nico Rosberg            | Mercedes              | Monaco     | Poročilo |
| 2014 | Nico Rosberg            | Mercedes              | Monaco     | Poročilo |
| 2013 | Nico Rosberg            | Mercedes              | Monaco     | Poročilo |
| 2012 | Mark Webber             | Red Bull-Renault      | Monaco     | Poročilo |
| 2011 | Sebastian Vettel        | Red Bull-Renault      | Monaco     | Poročilo |
| 2010 | Mark Webber             | Red Bull-Renault      | Monaco     | Poročilo |
| 2009 | Jenson Button           | Brawn-Mercedes        | Monaco     | Poročilo |
| 2008 | Lewis Hamilton          | McLaren-Mercedes      | Monaco     | Poročilo |
| 2007 | Fernando Alonso         | McLaren-Mercedes      | Monaco     | Poročilo |
| 2006 | Fernando Alonso         | Renault               | Monaco     | Poročilo |
| 2005 | Kimi Räikkönen          | McLaren-Mercedes      | Monaco     | Poročilo |
| 2004 | Jarno Trulli            | Renault               | Monaco     | Poročilo |
| 2003 | Juan Pablo Montoya      | Williams-BMW          | Monaco     | Poročilo |
| 2002 | David Coulthard         | McLaren-Mercedes      | Monaco     | Poročilo |
| 2001 | Michael Schumacher      | Ferrari               | Monaco     | Poročilo |
| 2000 | David Coulthard         | McLaren-Mercedes      | Monaco     | Poročilo |
| 1999 | Michael Schumacher      | Ferrari               | Monaco     | Poročilo |
| 1998 | Mika Häkkinen           | McLaren-Mercedes      | Monaco     | Poročilo |
| 1997 | Michael Schumacher      | Ferrari               | Monaco     | Poročilo |
| 1996 | Olivier Panis           | Ligier-Mugen Honda    | Monaco     | Poročilo |
| 1995 | Michael Schumacher      | Benetton-Renault      | Monaco     | Poročilo |
| 1994 | Michael Schumacher      | Benetton-Ford         | Monaco     | Poročilo |
| 1993 | Ayrton Senna            | McLaren-Ford          | Monaco     | Poročilo |
| 1992 | Ayrton Senna            | McLaren-Honda         | Monaco     | Poročilo |
| 1991 | Ayrton Senna            | McLaren-Honda         | Monaco     | Poročilo |
| 1990 | Ayrton Senna            | McLaren-Honda         | Monaco     | Poročilo |
| 1989 | Ayrton Senna            | McLaren-Honda         | Monaco     | Poročilo |
| 1988 | Alain Prost             | McLaren-Honda         | Monaco     | Poročilo |
| 1987 | Ayrton Senna            | Lotus-Honda           | Monaco     | Poročilo |
| 1986 | Alain Prost             | McLaren-TAG           | Monaco     | Poročilo |
| 1985 | Alain Prost             | McLaren-TAG           | Monaco     | Poročilo |
| 1984 | Alain Prost             | McLaren-TAG           | Monaco     | Poročilo |
| 1983 | Keke Rosberg            | Williams-Ford         | Monaco     | Poročilo |
| 1982 | Riccardo Patrese        | Brabham-Ford          | Monaco     | Poročilo |
| 1981 | Gilles Villeneuve       | Ferrari               | Monaco     | Poročilo |
| 1980 | Carlos Reutemann        | Williams-Ford         | Monaco     | Poročilo |
| 1979 | Jody Scheckter          | Ferrari               | Monaco     | Poročilo |
| 1978 | Patrick Depailler       | Tyrrell-Ford          | Monaco     | Poročilo |
| 1977 | Jody Scheckter          | Wolf-Ford             | Monaco     | Poročilo |
| 1976 | Niki Lauda              | Ferrari               | Monaco     | Poročilo |
| 1975 | Niki Lauda              | Ferrari               | Monaco     | Poročilo |
| 1974 | Ronnie Peterson         | Lotus-Ford            | Monaco     | Poročilo |
| 1973 | Jackie Stewart          | Tyrrell-Ford          | Monaco     | Poročilo |
| 1972 | Jean-Pierre Beltoise    | BRM                   | Monaco     | Poročilo |
| 1971 | Jackie Stewart          | Tyrrell-Ford          | Monaco     | Poročilo |
| 1970 | Jochen Rindt            | Lotus-Ford            | Monaco     | Poročilo |
| 1969 | Graham Hill             | Lotus-Ford            | Monaco     | Poročilo |
| 1968 | Graham Hill             | Lotus-Ford            | Monaco     | Poročilo |
| 1967 | Denny Hulme             | Brabham-Repco         | Monaco     | Poročilo |
| 1966 | Jackie Stewart          | BRM                   | Monaco     | Poročilo |
| 1965 | Graham Hill             | BRM                   | Monaco     | Poročilo |
| 1964 | Graham Hill             | BRM                   | Monaco     | Poročilo |
| 1963 | Graham Hill             | BRM                   | Monaco     | Poročilo |
| 1962 | Bruce McLaren           | Cooper-Climax         | Monaco     | Poročilo |
| 1961 | Stirling Moss           | Lotus-Climax          | Monaco     | Poročilo |
| 1960 | Stirling Moss           | Lotus-Climax          | Monaco     | Poročilo |
| 1959 | Jack Brabham            | Cooper-Climax         | Monaco     | Poročilo |
| 1958 | Maurice Trintignant     | Cooper-Climax         | Monaco     | Poročilo |
| 1957 | Juan Manuel Fangio      | Maserati              | Monaco     | Poročilo |
| 1956 | Stirling Moss           | Maserati              | Monaco     | Poročilo |
| 1955 | Maurice Trintignant     | Ferrari               | Monaco     | Poročilo |
| 1952 | Vittorio Marzotto       | Ferrari               | Monaco     | Poročilo |
| 1950 | Juan Manuel Fangio      | Alfa Romeo            | Monaco     | Poročilo |
| 1948 | Giuseppe Farina         | Maserati              | Monaco     | Poročilo |
| 1937 | Manfred von Brauchitsch | Mercedes-Benz         | Monaco     | Poročilo |
| 1936 | Rudolf Caracciola       | Mercedes-Benz         | Monaco     | Poročilo |
| 1935 | Luigi Fagioli           | Mercedes-Benz         | Monaco     | Poročilo |
| 1934 | Guy Moll                | Alfa Romeo            | Monaco     | Poročilo |
| 1933 | Achille Varzi           | Bugatti               | Monaco     | Poročilo |
| 1932 | Tazio Nuvolari          | Alfa Romeo            | Monaco     | Poročilo |
| 1931 | Louis Chiron            | Bugatti               | Monaco     | Poročilo |
| 1930 | René Dreyfus            | Bugatti               | Monaco     | Poročilo |
| 1929 | William Grover-Williams | Bugatti               | Monaco     | Poročilo |